# دانیله گانجمی
دانیله گانجمی (ایتالیایی: Daniele Gangemi؛ زادهٔ ۱۸ ژوئن ۱۹۸۰) یک کارگردان فیلم، و فیلم‌نامه‌نویس اهل ایتالیا است.
از فیلم‌ها یا مجموعه‌های تلویزیونی که وی در آن‌ها نقش داشته‌است می‌توان به «همزاد» (۲۰۰۲) و «شب آبی کُبالتی» (۲۰۰۸) اشاره نمود.